# Odugligtjärnen
Odugligtjärnen är en sjö i Strömsunds kommun i Jämtland och ingår i Ångermanälvens huvudavrinningsområde. Sjön har en area på 0,0695 kvadratkilometer och ligger 514,5 meter över havet. Odugligtjärnen ligger i Gråberget-Hotagsfjällen Natura 2000-område.

## Delavrinningsområde
Odugligtjärnen ingår i det delavrinningsområde (711949-145331) som SMHI kallar för Inloppet i Långvattnet. Medelhöjden är 519 meter över havet och ytan är 8,37 kvadratkilometer. Räknas de 3 avrinningsområdena uppströms in blir den ackumulerade arean 28,06 kvadratkilometer. Luvkullvattenån som avvattnar avrinningsområdet har biflödesordning 4, vilket innebär att vattnet flödar genom totalt 4 vattendrag innan det når havet efter 277 kilometer. Avrinningsområdet består mestadels av skog (99 procent). Avrinningsområdet har 0,07 kvadratkilometer vattenytor vilket ger det en sjöprocent på 0,8 procent.